# Quintana atrizona
Quintana atrizona, monotipična vrsta ribe roda Quintana, porodica Poeciliidae, endem u području Kube, koju je 1934. opisao Hubbs.
Na Kubi je poznata kao Guajacón Barreado. Demersalna slatkovodna vrsta koja se zadržava u gustoj vodenoj vegetaciji. Naraste maksimalno do 3.4 centimetara (ženka). Komercijalno je bezvrijedna i nema službenog trgovačkog naziva.
Ostali vernakularni nazivi: Glastandkarpe, Glastandkarp, 美花鮰, Glaskärpfling, Lasimolli, Barred topminnow.